# Красный Стамбул
«Красный Стамбул» (тур. Istanbul Kirmizisi; фр. Rosso Istanbul) — итальянский фильм 2017 года режиссёра Ферзана Озпетека.

## Сюжет
Писатель Орхан Шахин возвращается в Стамбул после долгих лет, чтобы помочь известному режиссёру Денизу Сойсалу написать свой первый роман. Орхан ловит себя на том, что с ностальгией смотрит на места, где он родился и вырос, заново переживая отношения с друзьями, семьёй и прошлыми любовями.